# La Reine des abeilles (film, 1978)
Pour les articles homonymes, voir La Reine des abeilles.
Pour plus de détails, voir Fiche technique et Distribution.
La Reine des abeilles (女王蜂, Joōbachi) est un film japonais réalisé par Kon Ichikawa, sorti en 1978. C'est l'adaptation du roman Joōbachi de Seishi Yokomizo.

## Synopsis
Les prétendants qui cherchent à épouser l'héritière de la riche famille Tomoko sont tués les uns après les autres. Et la police de Hyakuriki de la préfecture de Shizuoka soupçonne un homme du nom de Rentaro Tamon. Le détective privé Kindaichi est alors dépêcher pour enquête sur ces série de meurtres.

## Fiche technique
- Titre : La Reine des abeilles
- Titre original : 女王蜂 (Joōbachi?)
- Titre anglais : Queen Bee
- Réalisation : Kon Ichikawa
- Scénario : Shin'ya Hidaka, Kon Ichikawa et Chiho Katsura d'après un roman de Seishi Yokomizo
- Photographie : Kiyoshi Hasegawa
- Société de production : Tōhō
- Pays d'origine :  Japon
- Langue originale : japonais
- Format : couleur - 2,35:1 - Format 35 mm - son mono
- Genre : Thriller ; Film policier
- Durée : 139 minutes[3] (métrage : dix bobines - 3 826 m[3])
- Dates de sortie : 
  - Japon : 11 février 1978[3]

## Distribution
- Kōji Ishizaka : Kōsuke Kindaichi
- Mieko Takamine : Takako Higashikōji
- Keiko Kishi : Hideko Kamio
- Yōko Tsukasa : Tsutayo
- Tatsuya Nakadai : Ginzo Daidōji
- Takeshi Katō : inspecteur Todoroki
- Junzaburō Ban : policier Yamamoto
- Hideji Ōtaki : avocat Kanō
- Shigeru Kōyama : Tsukumo
- Kie Nakai : Tomoko Daidōji
- Mitsuko Kusabue : Otomi
- Akiji Kobayashi : Kogure
- Ryoko Sakaguchi : Oaki
- Masaya Oki : Rentarō Tamon

## Films de la sérieKōsuke Kindaichiréalisés par Kon Ichikawa
- 1976 : Le Complot de la famille Inugami (犬神家の一族, Inugami-ke no ichizoku?)
- 1977 : La Ballade du diable (悪魔の手毬唄, Akuma no temari-uta?)
- 1977 : L'Île de la prison (獄門島, Gokumon-tō?)
- 1978 : La Reine des abeilles (女王蜂, Joōbachi?)
- 1979 : La Maison du pendu (病院坂の首縊りの家, Byōinzaka no kubikukuri no ie?)
- 1996 : Le Village aux huit tombes (八つ墓村, Yatsu haka mura?)
- 2006 : Les Inugamis (犬神家の一族, Inugami-ke no ichizoku?) (remake)